# Wiewiórnik
Wiewiórnik (Dremomys) – rodzaj ssaków z podrodziny wiewiórczaków (Callosciurinae) w obrębie rodziny wiewiórkowatych (Sciuridae).

## Rozmieszczenie geograficzne
Rodzaj obejmuje gatunki występujące w południowej i południowo-wschodniej Azji.

## Morfologia
Długość ciała (bez ogona) 165–228 mm, długość ogona 130–220 mm; masa ciała 150–335 g.

## Systematyka
Rodzaj zdefiniował w 1898 roku francuski zoolog Pierre Marie Heude w artykule zatytułowanym Badania odontologiczne. Trzecia część. Gryzonie: Spermophilus. — Sciurus, opublikowanym w czasopiśmie „Mémoires concernant l’histoire naturelle de l’empire chinois”. Heude wymienił kilka gatunków – Sciurus pernyi Milne-Edwards, 1867, Dremomys collaris Heude, 1898 (= Sciurus davidianus Milne-Edwards, 1867), Dremomys latro Heude, 1898 (= Sciurus davidianus Milne-Edwards, 1867) i Dremomys saltitans Heude, 1898 (= Sciurus davidianus Milne-Edwards, 1867) – z których gatunkiem typowym jest (późniejsze oznaczenie) jest Sciurus pernyi Milne-Edwards, 1867 (wiewiórnik długonosy).

### Etymologia
- Dremomys: gr. δρομας dromas ‘bieganie’, od τρεχω trekhō ‘biegać’; μυς mus, μυός muos ‘mysz’[8].
- Zetis: gr. ζητα zēta ‘litera z’[2]. Gatunek typowy (oryginalne oznaczenie): Sciurus rufigenis Blanford, 1878.

### Podział systematyczny
Do rodzaju należą następujące występujące współcześnie gatunki:
| Grafika | Gatunek              | Autor i rok opisu       | Nazwa zwyczajowa         | Podgatunki         | Rozmieszczenie geograficzne | Podstawowe wymiary                                | Status IUCN |
| ------- | -------------------- | ----------------------- | ------------------------ | ------------------ | --- | ------------------------------------------------- | ----------- |
|         | Dremomys pernyi      | (A. Milne-Edwards, 1867 | wiewiórnik długonosy     | 8 podgatunków      | północno-wschodnie Indie, środkowa, południowa i wschodnia Chińska Republika Ludowa, północna Mjanma, północny Wietnam i Tajwan; zakres wysokości: 2000–3500 m n.p.m.                                       | DC: 17–20 cm DO: 13,8–18 cm MC: 160–225 g         | LC          |
|         | Dremomys lokriah     | (Hodgson, 1836          | wiewiórnik himalajski    | 6 podgatunków      | wschodni Nepal, Bhutan, północno-wschodnie Indie, skrajnie północno-wschodni Bangladesz, skrajnie południowa Chińska Republika Ludowa oraz północna i zachodnia Mjanma; zakres wysokości: 900–3000 m n.p.m. | DC: 16,5–20 cm DO: 13,5–22 cm MC: 150–200 g       | LC          |
|         | Dremomys pyrrhomerus | (O. Thomas, 1895)       | wiewiórnik ognistobiodry | 2 podgatunki       | środkowa i południowa Chińska Republika Ludowa (włącznie z wyspą Hajnan) oraz północny Wietnam | DC: 19,4–21 cm DO: 14–16,2 cm MC: około 245 g     | LC          |
|         | Dremomys rufigenis   | (Blanford, 1878)        | wiewiórnik rdzawolicy    | 4 podgatunki       | południowa Chińska Republika Ludowa (zachodni Junnan), Mjanma, Tajlandia, Laos, środkowy i południowy Wietnam na południe do półwyspowej Malezji; zakres wysokości: do 1500 m n.p.m.                        | DC: 18,5–20 cm DO: 14,5–16,5 cm MC: brak danych   | LC          |
|         | Dremomys ornatus     | O. Thomas, 1914         |                          | gatunek monotypowy | wschodnia i południowa Chińska Republika Ludowa (Anhui, Hunan, Junnan, południowo-zachodnie Kuangsi, możliwe że południowe Kuejczou i północny Guandong)                                                    | DC: brak danych DO: brak danych MC: brak danych   | NE          |
|         | Dremomys gularis     | Osgood, 1932            | wiewiórnik rdzawogardły  | gatunek monotypowy | dolina Rzeki Czerwonej od Junnanu (Chińska Republika Ludowa) do północnego Wietnamu | DC: około 22 cm DO: około 16,8 cm MC: brak danych | DD          |

Kategorie IUCN:  LC  – gatunek najmniejszej troski;  NE  – gatunki niepoddane jeszcze ocenie.
Opisano również gatunek wymarły z miocenu Azji:
- Dremomys primitivus Qiu Zhuding, 2002